# بائع الحليب
بائع الحليب (بالإنجليزية: A Dog of Flanders)‏ (باليابانية: フランダースの犬، فرانداس نو إينو) مسلسل كرتوني يحكي عن طفل وجده وكلبه يقعون في كثير من المشاكل، من إنتاج شركة زييو. تقوم على رواية (بائع الحليب) لويدا في عام 1872.
أقتبست عن رواية الأديبة الأنجليزية ويدا.
دبلج للعربية في سوريا بواسطة «الشام الدولية» مع تغيير جل أسماء الشخصيات، بطولة ملك مرقدة في دور بائع الحليب.

## القصة
فادي ولد صغير فقير لطيف توفي أبوه قبل سنوات ليعيش مع جده العجوز وكلبه باني لدى فادي صديقان يساعدانه دوما وهناك حلى فتاة مرحة تحب اللعب مع فادي لكن والدها وهوعم فادي يمنعها من ذلك كونها تنتمي لعائلة غنية ويجب ألا تلعب مع الفقراء كفادي لفادي كذلك حب جم للرسم وهو يعتبر الرسام روبينز مثله الأعلى وكان دوما يذهب لمتحف الرسم مع صديقيه يتأمل الرسومات الجميلة كان وجده يبيعان الحليب لكسب العيش في أحد الايام سمع عن مسابقة للرسم الفائز فيها سيحصل على منحة مجانية للدراسة في معهد الرسم تقدم للمشاركة فيها وقد اعتزم رسم جده مع باني الكلب لكن جده توفي ما خلف في نفسه حزنا عميقا وكان كلما حاول تذكر وجه جده يفشل وما زاد الطين بلة هو مطالبة مؤجر البيت الذي يسكنه فادي بالإيجار ولكن وبعد أن جلس فادي يفكر في جده تذكر وجهه شرع في رسمه وبعد انتهائه قدم اللوحة للجنة وكله أمل في الفوز لكن الحزن خيم على قلبه مجددا بعد أن خسر في المسابقة فبدأ يمشي في ذلك اليوم المثلج مع الكلب باني وفي الطريق وجدا كيسا منالقطع الذهبية التي تعود لوالد حلى فذهب لبيته فلم يجده لأنه خرج ليبحث عن الكيس فأعطى الكيس لوالدة حلى وسرت كثيرا لأنه كان سيتسبب في أفلاس العائلة أذا فقد ثم خرج فادي بسرعة وخرج في العاصفة إلى المتحف وهو مريض وحين وصل جلس يتأمل رسمة لروبينز وقد لحقه باني وفي نفس الوقت عاد عمه للبيت حزينا بفقدان الكيس لكن حلى أرته أياه وأخبرته ان فادي قد وجده فندم اشد الندم لقسوته عليه ثم جاء أحد حكام لجنة المسابقة وقال انه اعجب برسمة فادي وانه سيسجله في معهد الرسم.لكن فادي مات من شدة البرد والمرض والجوع

## الشخصيات
- فادي فتى لطيف وشجاع وصادق يظلمه الجميع بما لايفعله خاصة والد حلى.
- الجد رجل حنون وفقير جداً يعمل في بيع الحليب وهو يحب فادي وباني.
- الكلب باني كان من قبل عند بائع الخردة الذي كان يقسو عليه ولكن فادي حرره.
- حلى فتاة لطيفة تحب فادي وكلبه وجده وكانت قد ساعدت فادي في بعض الأحيان.
- والدة حلى امرأة لطيفة مع فادي وهي تحبه كثيرا.
- والد حلى السيد شاهر كان يقسو على فادي وكان لايسمح لحلى بأن تلعب معه ولكن بعد أن أرجع له فادي كيس نقوده اعترف بأنه كان يقسو على فادي كثيرا.
- السيد شفيق رجل احمق يوقع نفسه في المشاكل ودائما ما يضع اللوم على فادي في كل شي
- ابن السيد شفيق رشاد فتى مدلل من قبل ابيه ودائما ما يحاول ابوه ان يقربه من حلى لانه يطمع لثروه
- صديقا فادي ايهم وراني ساعدا فادي في اشياء كثيره لاتحصى وهما أفضل صديقين لفادي بعد حلى

## روابط خارجية
- بائع الحليب على موقع IMDb (الإنجليزية)
- بائع الحليب على موقع فيلمافينيتي (الإسبانية)
- بائع الحليب على موقع كينوبويسك (الروسية)
- بائع الحليب على موقع قاعدة بيانات الفيلم (الإنجليزية)
- بائع الحليب على موقع ANN anime (الإنجليزية)